# Gornji Jelovac
Gornji Jelovac (en serbe cyrillique : Горњи Јеловац) est un village de Bosnie-Herzégovine. Il est situé sur le territoire de la ville de Prijedor et dans la république serbe de Bosnie. Selon les premiers résultats du recensement bosnien de 2013, il compte 351 habitants.

## Géographie
Le village est situé au cœur du massif de la Kozara, à la confluence des rivières Jelovača et Puharska rijeka ; son territoire est également bordé par la rivière Mlječanica.

## Démographie

### Évolution historique de la population dans la localité
| 1948 | 1953 | 1961 | 1971 | 1981 | 1991 | 2013 |
| ---- | ---- | ---- | ---- | ---- | ---- | ---- |
| -    | -    | 615  | 779  | 599  | 547  | 351  |

|  |

## Personnalité
Miodrag Zec, un économiste serbe, professeur à la Faculté de philosophie de l'université de Belgrade dans le département de sociologie, est né en 1952 dans le village.